# 소무 (전한)

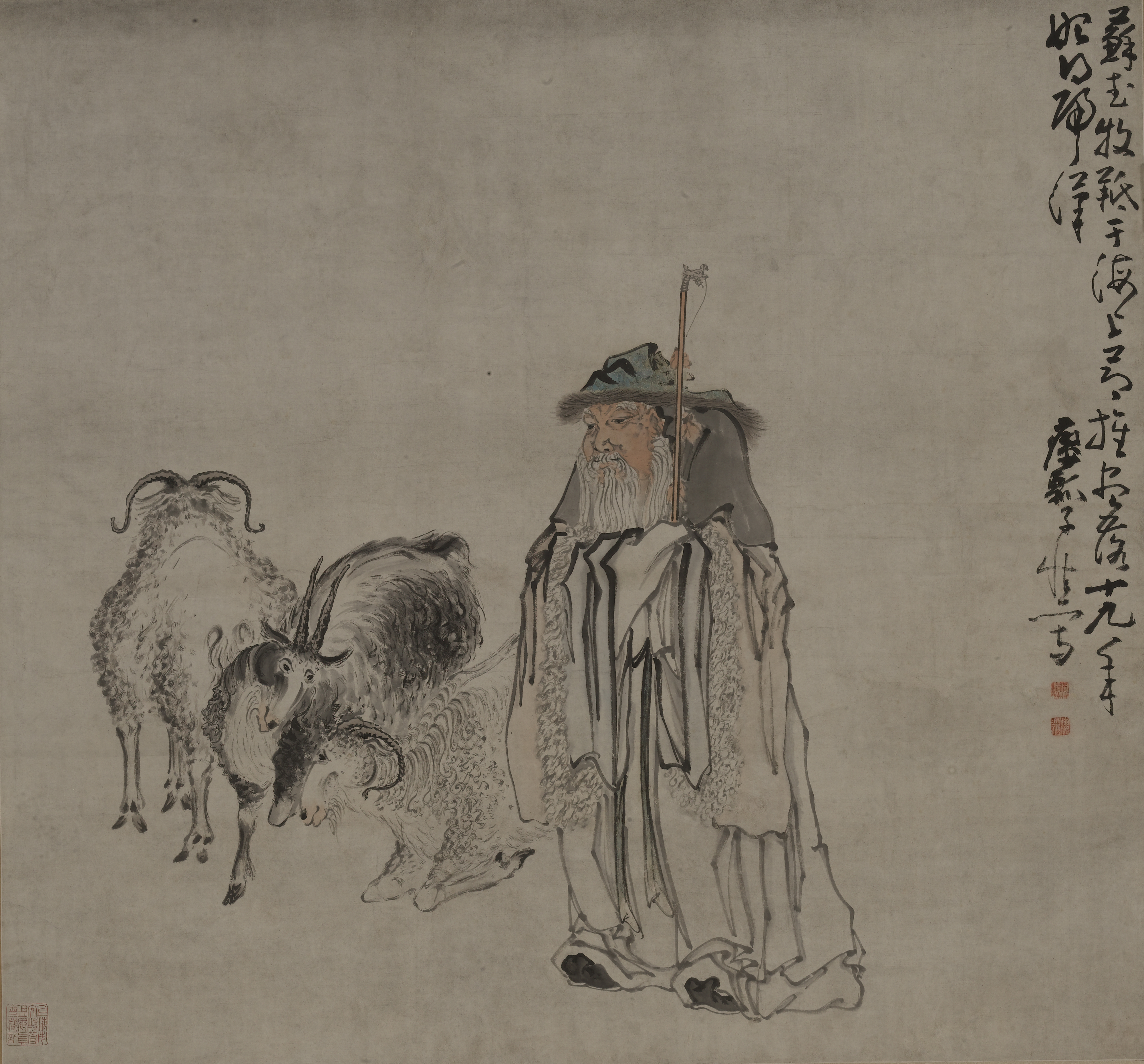

소무(蘇武, ? ~ 기원전 60년)는 전한 중기 ~ 후기의 관료로, 자는 자경(子卿)이며 경조윤 두릉현(杜陵縣) 사람이다. 위위 소건의 아들이다.

## 생애
소건의 임자로 형제들과 함께 낭(郞)이 되었고, 경력을 쌓아 이중구감(栘中廄監)에 올랐다.
천한 원년(기원전 100년), 흉노의 선우 저제후는 전한과의 관계 개선을 위하여, 예전에 흉노가 억류한 전한의 사자 노충국(路充國) 등을 돌려보냈다. 무제 또한 이에 호응하여 전한에 억류한 흉노의 사자들을 돌려보내기로 하였고, 소무는 송환 업무를 담당하여 부절을 갖고 장승(張勝)·상혜와 함께 흉노로 파견되었다.
그런데, 예전에 흉노에 투항한 위율을 흉노의 구왕(緱王)·우상(虞常) 등이 공모하여 죽이려다가 발각되었고, 구왕은 죽고 우상은 사로잡혔다. 저제후는 위율로 하여금 사건을 심리하게 하였다. 장승은 소무 몰래 구왕 등의 계획을 돕고 있었는데, 우상의 입에서 자기들의 이름이 나올 것을 염려하여 그제서야 소무에게 사실을 보고하였다. 소무는 스스로 목숨을 끊으려 하였으나, 장승·상혜의 제지로 그만두었다.
과연 소무 등은 연좌되어 문초를 받게 되었다. 소무는 저제후의 귀순 권유를 뿌리치고 칼로 자신을 찔렀고, 저제후는 소무의 절개를 가상히 여겨 치료해주었다. 소무가 나으니 다시 귀순을 권하였으나, 소무가 끝까지 듣지 않으니 창고에 가두고 음식을 주지 않았다. 소무는 하늘에서 내리는 눈과 깃발의 털을 삼켜가며 며칠을 버텼고, 이에 저제후는 다시 소무로 하여금 북해(北海; 바이칼호)의 황무지에서 양떼를 치게 하여, 숫양에게서 젖이 나오면 돌려보내주겠다고 조롱하였다. 상혜를 비롯한 다른 관속들 또한 각지로 보내졌고, 장승은 이미 흉노에 귀순하였다.
북해에 도착한 소무는 땅을 파서 들쥐를 잡아먹고, 풀의 열매를 따먹으며 연명하였다. 전한의 부절을 지팡이 삼아 양떼를 쳤는데, 항상 몸에 지니고 다니니 부절의 깃털이 다 떨어지고 말았다. 이렇게 대여섯 해를 지내다가, 저제후의 동생의 눈에 들어 원조를 받으며 생활하였다. 흉노에 귀순한 옛 동료 이릉의 회유를 뿌리쳤고, 이릉은 대신 소무를 원조하였다.
한편 전한에서는 무제가 붕어하고, 소제가 즉위하였다. 전한과 흉노는 다시 화친하였는데, 전한에서 소무의 안부를 물으니 흉노에서는 이미 죽었다고 대답했다. 그러나 상혜가 전한에서 온 사자에게 소무의 생존을 알렸고, 드디어 소무는 전한으로 돌아가게 되었다.
시원 6년(기원전 81년), 전한에 도착한 소무는 전속국에 임명되었다. 돌아와보니 어머니는 이미 죽었고, 아내는 다른 남자와 혼인한 상태였다. 소무는 절개를 지킨 노신(老臣)으로 조정에서 명망이 드높았고, 좨주(祭酒)라고 불리며 예우를 받았다.
이듬해, 아들 소원(蘇元)이 상관걸·상홍양의 모반에 연루되어 주살되었다. 상관걸 등과 친분이 있었던 소무 또한 연좌되었으나, 곽광의 보호로 파면되는 선에서 끝났다.
소제 붕어 후 선제 옹립에 공을 세워 관내후에 봉해졌고, 장안세의 추천으로 우조(右曹)·전속국이 되었다.
신작 2년(기원전 60년), 80여 세의 나이로 병들어 죽었다. 선제는 소원의 죽음으로 소무의 대가 끊긴 것을 안타깝게 여겨, 소무가 흉노 여자와의 사이에서 둔 아들 소통국(蘇通國)을 전한으로 불러들여 낭(郞)으로 임용하였다.

## 출전
- 반고, 《한서》 권54 이광소건전